# Nuku'alofa
Nuku'alofa je hlavní město království Tonga, nachází se na severním pobřeží ostrova Tongatapu v jižní části státu. Žije zde kolem 27,6 tis. obyvatel.

## Historie
Na ostrovech přistál v letech 1773 a 1777 Brit James Cook a dal jim název Přátelské ostrovy (Friendly Islands). O 20 let později sem připluli britští misionáři, aby v oblasti upevnili britskou moc. Roku 1862 (s přispěním misionářů) vytvořil král George Tupou I. jednotné Tonžské království, o tři roky později začala v Nuku'alofě výstavba jeho paláce. Od 18. května 1900 byla země britským protektorátem. Omezení moci Britů nastalo v roce 1968 a 5. června 1970 se Tonga zcela osamostatnila. Nuku'alofa se stala jejím hlavním městem.
Deklarace ústavy Tongy v roce 1875 formalizovala Nuku'alofa jako hlavní město Tongy.

## Současnost

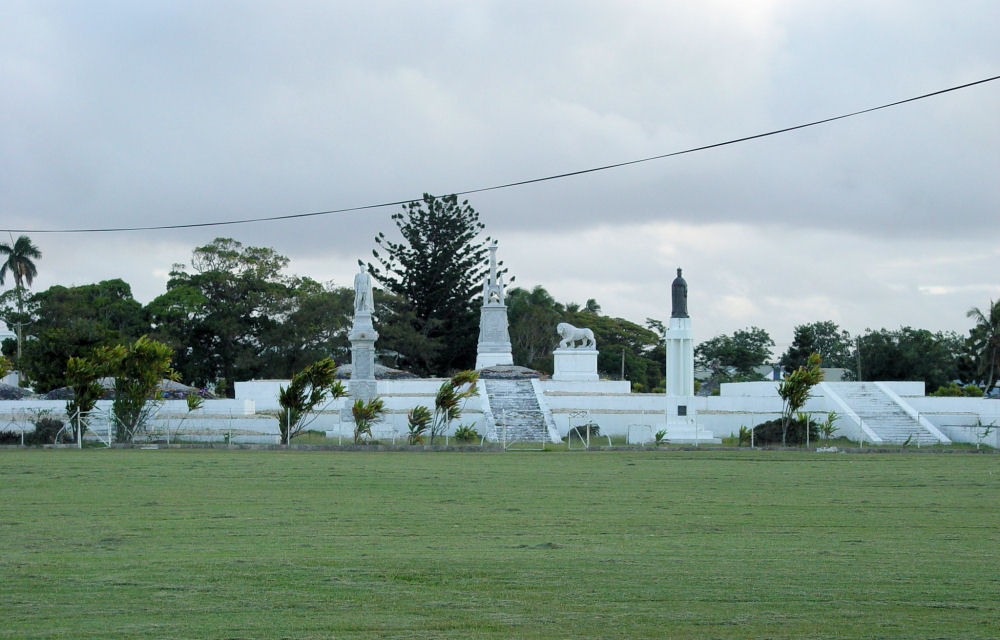
Královská hrobka

Nejvýraznější stavbou celého města je Královský palác, postavený v letech 1865 – 1867. Obklopují ho zahrady. Vstup veřejnosti je zakázán, lze si ho ale dobře prohlédnout i z dálky, protože ho obklopuje jenom nízká zídka s pletivem. Do královské hrobky Mala'ekula jsou členové královské rodiny pohřbíváni od roku 1893. Na konci starého nábřeží se nachází kaple z roku 1862.
Na předměstí je malé průmyslové středisko, existující od roku 1977. Největší ekonomický význam má vývoz kopry, vanilky a banánů. Ve městě se lze rovněž setkat s tržišti.
Na jihu ostrova jsou tzv. Blow Holes. Vlny se zde díky otvorům v korálových útesech rozstřikují až do osmnáctimetrové výšky a jsou tak velkým lákadlem pro turisty.

## Podnebí
Průměrné teploty jsou 25 °C v lednu a 20 °C v červenci.
Srážky se pohybují kolem 130 mm v lednu a 100 mm v červenci, nejvíce jich spadne v březnu.

## Obyvatelstvo
V roce 1954 žilo ve městě 5 500 lidí. Jejich počet se v dalších letech zvyšoval, jak je vidět z tabulky:
| Rok            | 1970  | 1980   | 1983   | 1986   | 1990   |
| Počet obyvatel | 7 000 | 19 882 | 20 564 | 21 383 | 34 000 |

## Doprava
Autobusová a jiná linka ve městě neexistuje. Spojení s ostatními ostrovy zajišťuje přístav, mezinárodní spoje jsou provozovány pomocí nedalekého mezinárodního letiště.

## Galerie

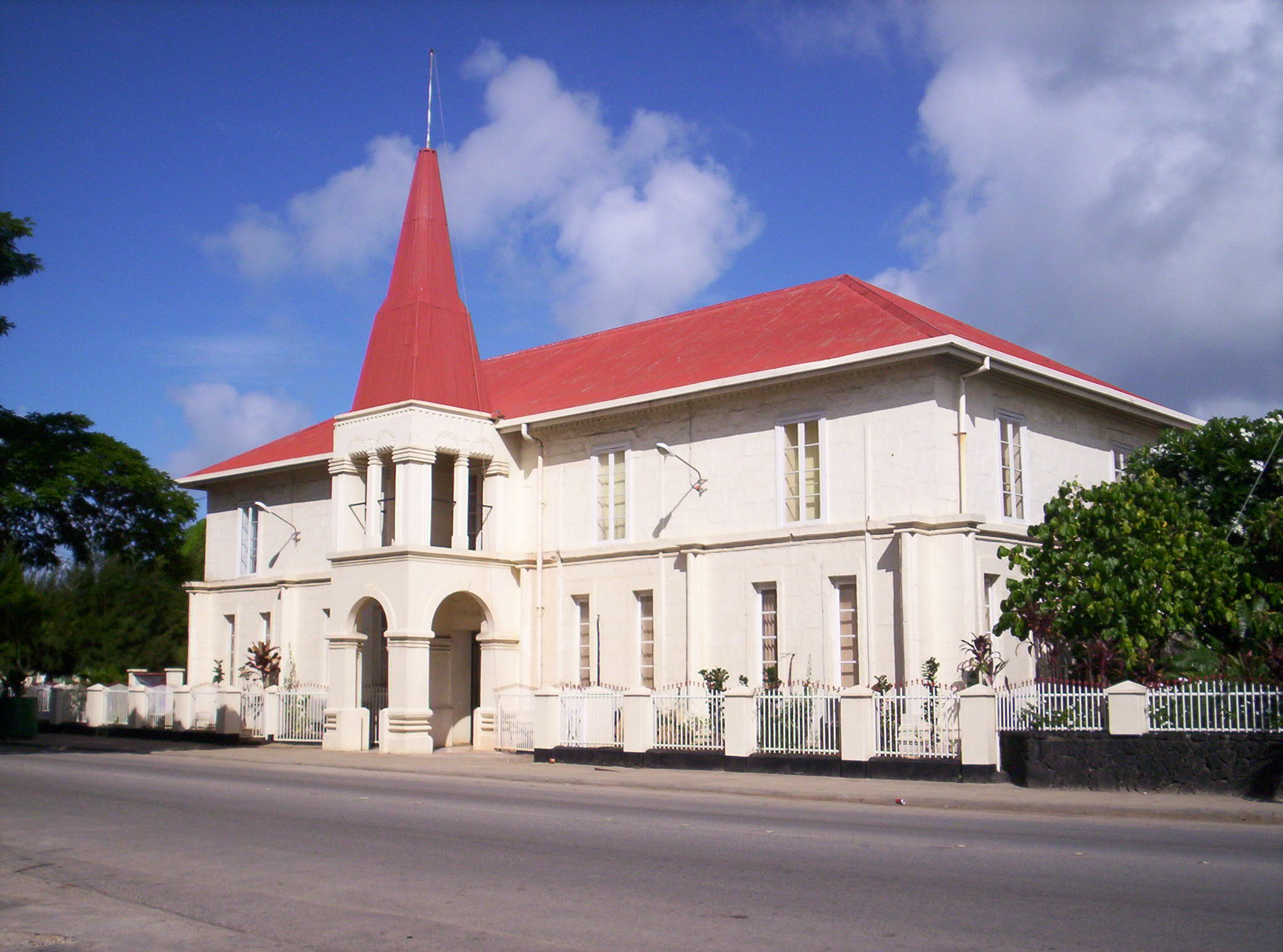
Budova tonžského parlamentu
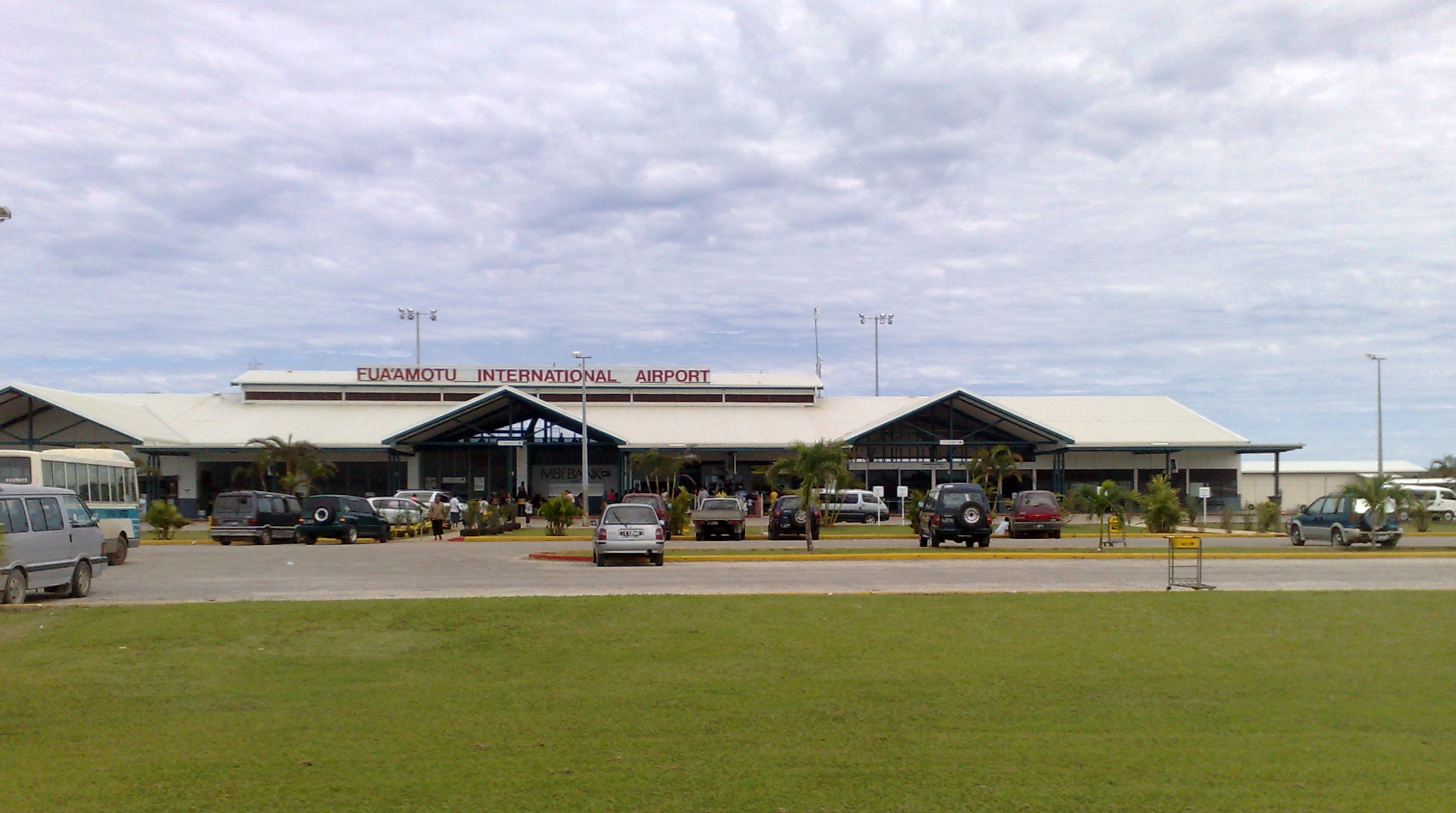
Mezinárodní letiště Fua'amotu
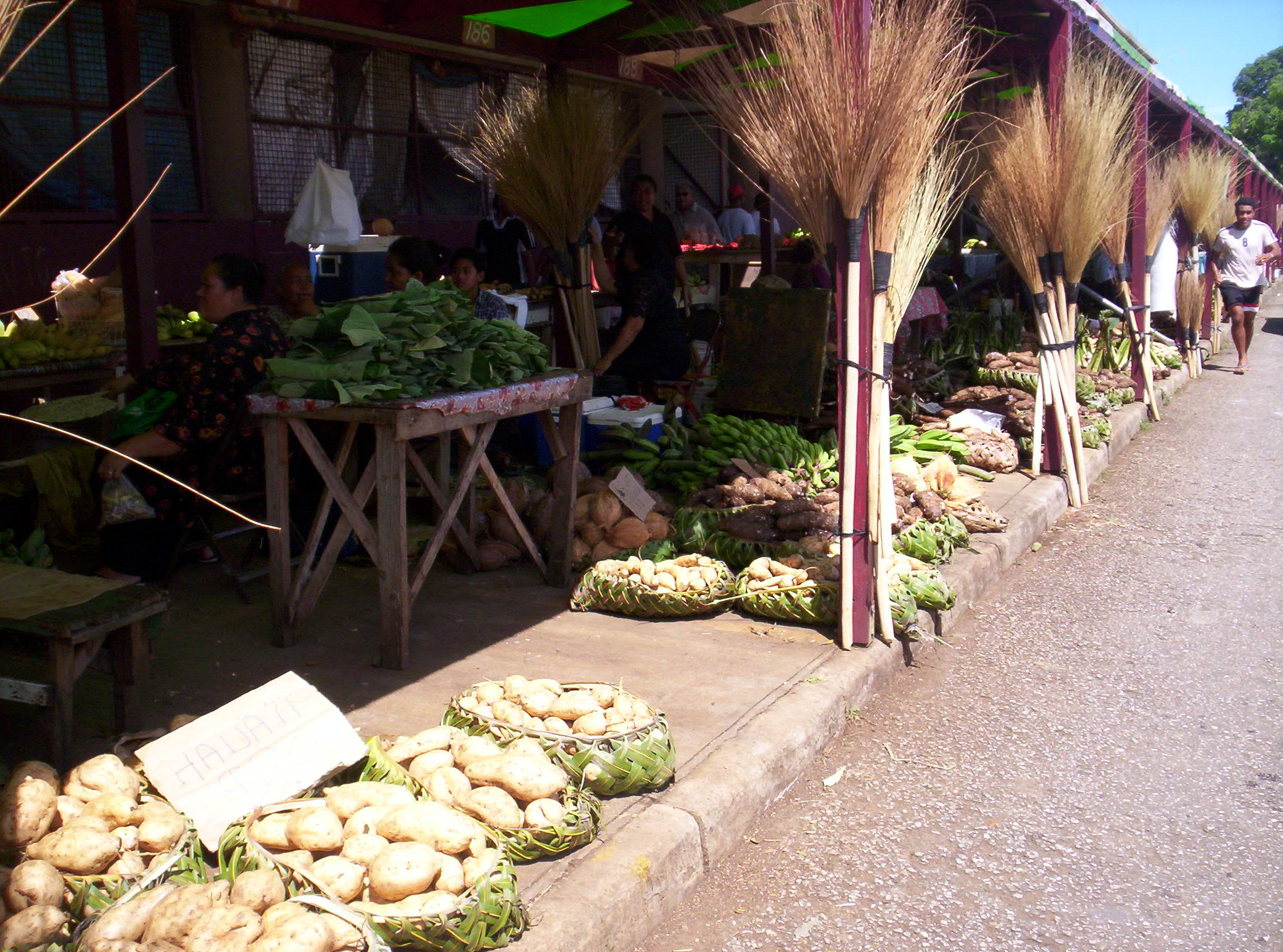
Trh Talamahu